# 2004 (numero)
Duemilaquattro (2004) è il numero naturale dopo il 2003 e prima del 2005.

## Proprietà matematiche
- È un numero pari.
- È un numero composto da 12 divisori: 1, 2, 3, 4, 6, 12, 167, 334, 501, 668, 1002, 2004. Poiché la somma dei suoi divisori (escluso il numero stesso) è 2700 > 2004, è un numero abbondante.
- È un numero rifattorizzabile in quanto divisibile per il numero dei propri divisori.
- È un numero di Harshad nel sistema numerico decimale, cioè è divisibile per la somma delle sue cifre.
- È un numero congruente.
- È un numero semiperfetto in quanto pari alla somma di alcuni (o tutti) i suoi divisori.
- È un numero odioso.
- È parte delle terne pitagoriche (835, 2004, 2171), (1503, 2004, 2505), (2004, 2672, 3340), (2004, 5845, 6179), (2004, 27853, 27925), (2004, 55760, 55796), (2004, 83655, 83679), (2004, 111547, 111565), (2004, 167328, 167340), (2004, 250997, 251005), (2004, 334665, 334671), (2004, 502000, 502004), (2004, 1004003, 1004005).

## Astronomia
- 2004 Lexell è un asteroide della fascia principale del sistema solare.

## Astronautica
- Cosmos 2004 è un satellite artificiale russo.